# Afereză
În lingvistică, termenul afereză (din fr  aphérèse, cf. el  ἀφαίρεσις aphairesis „îndepărtare, cădere”) preluat din retorică, este o schimbare fonetică ce constă în căderea părții inițiale a unui cuvânt. Poate fi vorba de un sunet sau de un grup de sunete.
Afereza este un fenomen ce ține de fluența vorbirii și de accelerarea tempoului ei prin scurtarea cuvintelor. În unele cazuri a avut loc într-o anumită perioadă a istoriei limbii, și în limba actuală în aceste cazuri nu există variantă fără afereză. Fenomenul are loc și în limba actuală, producând variante care coexistă.

## În istoria limbii
Afereza este unul din fenomenele prin care se explică forma actuală pe care o are un cuvânt față de cea a cuvântului din care provine. Iată exemple în câteva limbi.
În limba română, cuvântul miel a evoluat din cel latinesc agnellus prin schimbări dintre care face parte afereza lui a.
Este caracteristică afereza în meglenoromână (ex. daug vs. adaug) și în istroromână: prope vs. aproape.
În limba franceză, articolele hotărâte le (masculin singular) și la (feminin singular) provin din pronumele demonstrative la  illum, respectiv illam, cu afereza lui i.
În limba italiană, forma cuvântului rondine „rândunică” se explică și prin afereza primei silabe a cuvântului la  hirundinem, care a avut loc și în evoluția cuvântului românesc corespunzător: *hirundinella > rândunea.
În limba engleză, a cărei ortografie este preponderent etimologică, pronunțarea actuală a unor cuvinte ca knee „genunchi” sau knight „cavaler” fără [k], ce a rămas numai în scris, este tot rezultatul aferezei.

## În limba actuală
Distribuția variantelor cu și fără afereză este de multe ori în funcție de varietățile de limbă: varietatea standard vs. varietăți nestandard, de registru de limbă familiar sau popular. Poate fi vorba și de distribuție între registre de limbă standard, cel curent și cel elevat, sau de variante între care nu este nicio diferență de registru.
În română este frecventă afereza în registrul popular: Saveta < Elisaveta, stâmpăra < astâmpăra.
În franceză, un exemplu de această natură este cuvântul ricain, variantă în registrul familiar a lui américain „american”.
Un fenomen asemănător se întâlnește în engleză, de pildă în cuvântul ’gain < again „iarăși”.
Un exemplu de cuvânt din registrul familiar al limbii maghiare format prin afereză este telefaxol > faxol „a trimite prin fax”. Există și sintagme afectate de afereză în registrul familiar: Jó estét (kívánok)! „(Vă doresc) bună seara!” > Stét!, Jó napot! „Bună ziua!” > Napot! > Pot!
În varietatea standard a limbii se întâlnesc de asemenea variante de cuvinte deosebite prin afereză. În unele cazuri, între ele nu este nicio diferență de registru de limbă. De exemplu, în română, în cazul variantelor succesiunii de cuvinte de-nțeles < de înțeles, varianta -nțeles există numai pentru accelerarea tempoului vorbirii prin eliminarea hiatului între e și î.
În limba maghiară, un caz asemănător este al variantelor de conjuncție s < és „și”, ex. Rászóltak, s elpityeredett „I s-a făcut o observație și l-a apucat plânsul”.
În alte cazuri, cuvântul rezultă prin afereză în registrul familiar, apoi trece și în standard, în registrul curent, iar cuvântul bază devine mai puțin frecvent și de registru elevat. Este cazul, de pildă, al cuvintelor fr  bus < autobus sau en  I’ve < I have „(eu) am”.
Uneori, procesul este invers. De exemplu, în maghiară, din pronumele relativ aki (plural akik) „care” (referitor numai la persoane) a rezultat prin afereză varianta ki, numai de registru elevat, chiar de limbaj poetic: ...tudom, hogy merre mennek, kik mennek az uton... „… știu unde merg cei ce merg pe drum…” (Miklós Radnóti).
Acest din urmă exemplu este și unul de figură de stil din categoria figurilor de sunet, folosită cu scop stilistic sau/și din necesități ale versificației, pentru a obține numărul necesar de silabe în versuri.

## Segmente supuse aferezei
Pot fi supuse aferezei sunete singure, vocale sau consoane, și grupuri de sunete care constituie sau nu o silabă, și chiar mai mult de o silabă.
Vocală:
ro  italieni > talieni;
fr  boutique „prăvălie” < el  apotheke;
it  oscuro > scuro „întunecat”;
en  opossum > possum „oposum”;
hu  aki > ki „care”.
Consoană:
ro  sfeștanie > feștanie;
en  knife [naɪf] „cuțit”.
Grup de sunete:
en  I have > I’ve „(eu) am” (parte de silabă);
it  rondine „rândunică” < la  hirundinem (o silabă);
fr  autobus > bus (două silabe);
ro  Elisaveta > Veta (trei silabe).